# ترت-بوتیل ایزوسیانید
ترت-بوتیل ایزوسیانید (به انگلیسی: Tert-Butyl isocyanide) با فرمول شیمیایی C۵H۹N یک ترکیب شیمیایی با شناسه پاب‌کم ۲۳۵۷۷ است. که جرم مولی آن ۸۳٫۱۳ g/mol می‌باشد. شکل ظاهری این ترکیب، مایع بی‌رنگ است.